# Géographie de Jersey

Vue satellitaire de l'île de Jersey.

Évolution du littoral normand et formation des îles Anglo-Normandes.

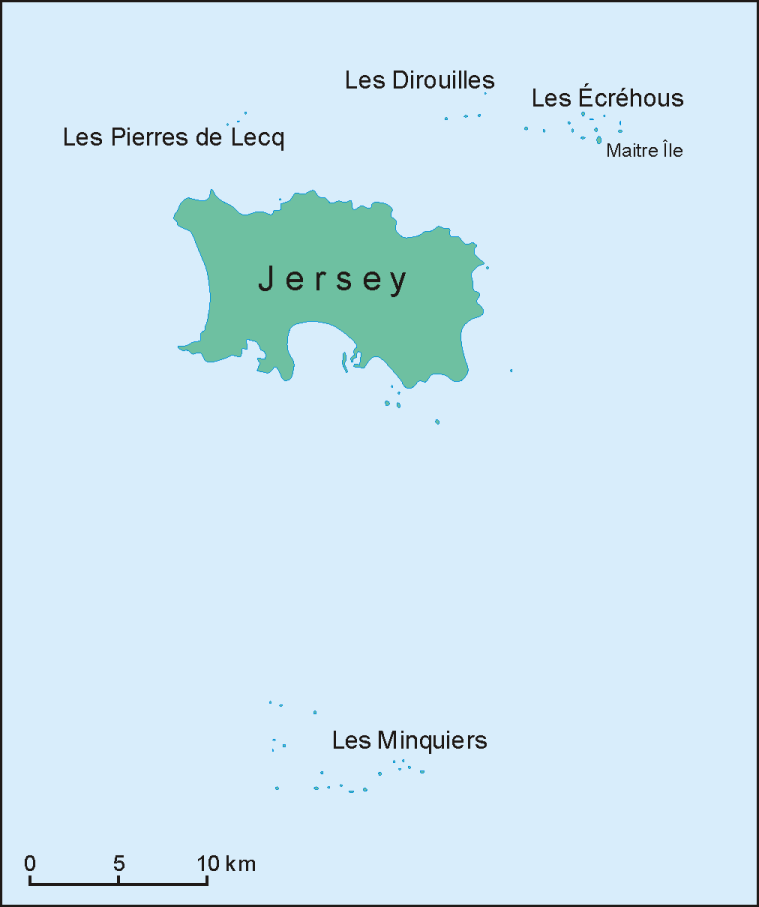
Dépendances des États de Jersey.

La géographie de Jersey est l'étude de l'île Anglo-Normande de Jersey concernant sa géomorphologie, sa géographie physique, ses habitants, son climat et ses ressources naturelles. 

## Géomorphologie
Le littoral normand a connu plusieurs phases au gré des régressions et des transgressions marines. 

Durant le Pléistocène, le niveau de la mer remonte très au-dessus du niveau actuel. Il y a 200 000 ans, le niveau de la Manche était à + 15 m NGF (nivellement général de la France) si on se réfère au croquis stratigraphique par D. Michelet de la fouille archéologique de Port-Pignot dans le Nord Cotentin. Le territoire de la commune était donc sous les eaux. Le littoral se trouvait alors à plus de 600 kilomètres des côtes actuelles.
 
Il y a 20 000 ans, le développement des calottes glaciaires autour des pôles et des principaux glaciers fait baisser le niveau de la mer d'un peu plus de 100 mètres.
Ce va-et-vient maritime a progressivement détaché les îles Anglo-Normandes des côtes du Cotentin. Il faudra attendre 4000 ans avant notre ère pour que Jersey, Chausey et les Minquiers ne soient plus accessibles par voie de terre.

## Géographie physique
L'île de Jersey s'étend sur 118,2 km². L'île possède environ 70 kilomètres de côte. Jersey revendique un espace maritime de 5,6 km de large avec une exclusivité pour les droits de pêche sur plus de 22 kilomètres de distance depuis les côtes.
Jersey est la plus méridionale des îles de la Manche. Elle est située au Nord de la Bretagne et à l'ouest de la péninsule du Cotentin. Le passage de la Déroute est le détroit situé dans la Manche le long de la côte occidentale de la Normandie et des Îles Anglo-Normandes. Il mesure entre 40 et 50 kilomètres de large.
Le point culminant de l'île de Jersey est le sommet dénommé Les Platons, situé dans le Nord de l'île, avec une altitude de 136 mètres. L'île s'élève dans sa partie septentrionale et son altitude moyenne descend régulièrement en s'approchant vers sa côte méridionale.
Les États de Jersey possèdent également plusieurs îlots dépendants de son bailliage : les Écréhous, les Minquiers, les Pierres de Lecq et les Dirouilles. Ces îlots n'ont pas de population vivant en permanence sur leur domaine respectif.

## Démographie
Au recensement de la population de 2011, l'île de Jersey comptait 97 857 habitants. Environ un tiers de la population de Jersey vit dans la capitale Saint-Hélier. La population est d'origine normande avec un apport important de Britanniques depuis la Seconde Guerre mondiale (environ 20 000 personnes). L'île de Jersey compte également environ 15 000 Français ainsi qu'une communauté portugaise forte d'environ 6 000 personnes. 

## Climat
Le climat de Jersey est un climat tempéré, avec des hivers doux et des étés frais. Les écarts de température ne sont pas importants, néanmoins l'historique des relevés de température donne un maximum de 36,0 °C le 9 août 2003 et un minimum de −10,3 °C le 5 février 1894. La neige tombe peu souvent sur l'île de Jersey.

## Ressources naturelles
Les terres arables constituent les deux tiers de la superficie de l'île. Les agriculteurs y cultivent notamment la célèbre pomme de terre Jersey Royal Potatoes. 
L'élevage concerne également la jersiaise qui est une race bovine anglo-normande. Son nom anglais et international est « jersey cattle ». Elle est inscrite au catalogue des races françaises sous le nom de jersiaise. 
Enfin le secteur d'activité de la pêche est un segment traditionnel de l'activité économique de Jersey. Une collaboration est née entre les pêcheries du Cotentin et de Basse-Normandie et les pêcheries de Jersey au sujet du homard. Le homard du Cotentin et de Jersey affiche son identité « pêche durable » depuis avril 2011. Certifiés « Pêche durable » depuis juin 2011 par le Marine Stewardship Council (MSC), les homards anglo-normands arborent désormais un « bracelet » d’identification. Estampillé du label bleu du MSC, celui-ci atteste que ce homard est issu d’une pêcherie respectueuse des ressources naturelles et de l’environnement. La traçabilité « durable » est maintenant parfaitement affichée.